# Кринички (Харьковская область)
Кринички (укр. Кринички) — село,
Утковский поселковый совет,
Харьковский район,
Харьковская область.
Код КОАТУУ — 6325158802. Население по переписи 2001 года составляет 272 (126/146 м/ж) человека.

## Географическое положение
Село Кринички находится в 2,5 км от рек Джгун и Ольховатка, в 3-х км от реки Мжа.
Село расположено в балке Второй Яр.
К селу примыкает село Ватутино (Нововодолажский район).
Рядом проходит железная дорога, станция Езерская.
Через село проходит автомобильная дорога М-18 (E 105).

## История
- 1810 — дата основания.
- В 1940 году, перед ВОВ, на хуторах Кринички было 26 дворов и колодец[1].